# Isabel Maddison

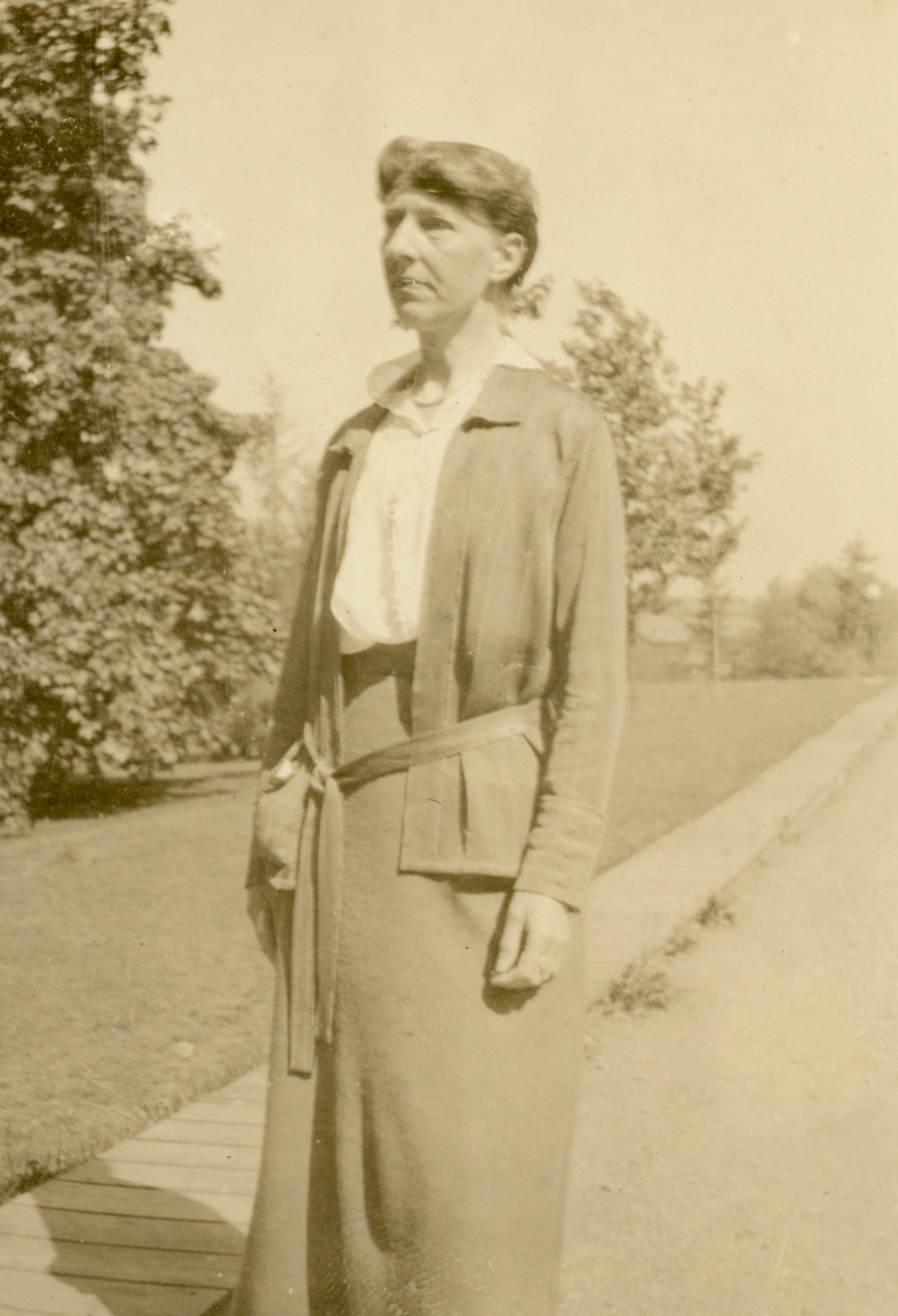
Isabel Maddison, ca. 1918

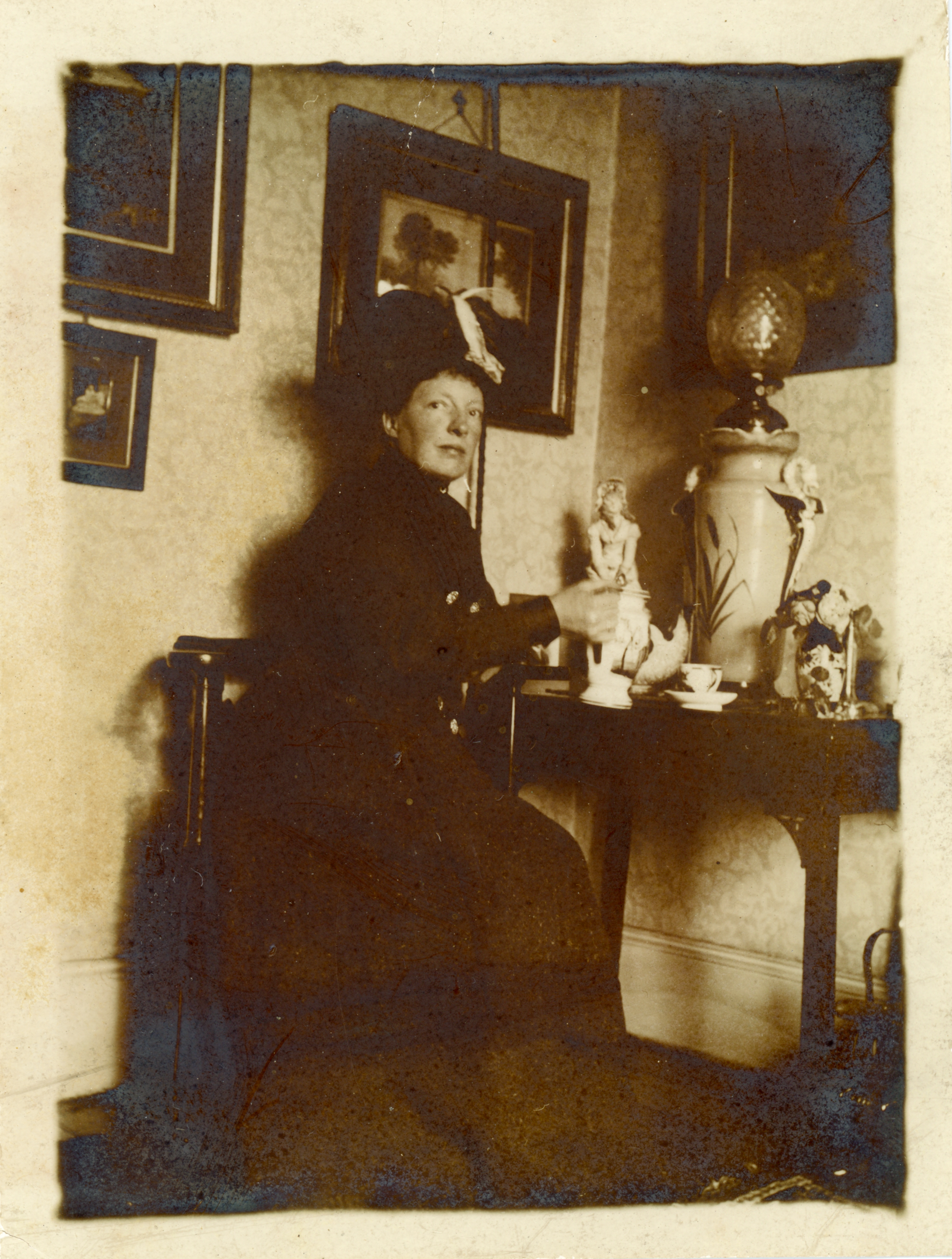
Isabel Maddison, um 1900

Ada Isabel Maddison (* 13. April 1869 in Cumberland (England); † 22. Oktober 1950 in Pennsylvania, USA) war eine britisch-amerikanische Mathematikerin und Hochschullehrerin. Sie war Professorin am Bryn Mawr College und für ihre Arbeiten im Bereich Differentialgleichungen bekannt.

## Leben und Werk
Maddison war die Tochter der Irin Mary Jane (Anderson) und des englischen Beamten John Maddison. Britische Volkszählungsaufzeichnungen weisen darauf hin, dass sie wahrscheinlich das jüngste von vier Kindern war. Nach dem Besuch der Miss Tallies School in Cardiff bestand sie 1885 die Immatrikulationsprüfung an der Universität London, die zu der Zeit nur eine Prüfungsstelle war. Sie studierte dann an der Cardiff University und bestand 1887 die Zwischenprüfung an der Universität London. Sie erhielt ein Stipendium der Clothworker's Guild, um am Girton College in Cambridge zu studieren, wo sie sich 1889 zur gleichen Zeit wie Grace Chisholm Young immatrikulierte. An der University of Cambridge besuchte sie Vorträge von Arthur Cayley, Alfred North Whitehead und William Henry Young. 1892 bestand sie das Cambridge Mathematical Tripos Exam und erwarb einen First-Class-Abschluss wie ihre Kommilitonin Chisholm Young. Sie durfte jedoch keinen Abschluss erhalten, da Frauen zu diesem Zeitpunkt keinen offiziellen Abschluss in Cambridge erhalten konnten.
Nach Abschluss ihres Studiums in Cambridge erhielt sie ein Stipendium, mit dem sie das Studienjahr 1892 bis 1893 am Bryn Mawr College in den USA verbringen konnte. Dort forschte sie bei Charlotte Angas Scott, der ersten Frau, die 1880 in Cambridge einen First-Class-Abschluss erworben hatte. Das Bryn Mawr College verlieh Maddison das Residential Mathematical Fellowship, mit dem sie ihr Studium für die Jahre 1893 bis 1894 finanzierte. 1893 erhielt sie an der Universität London einen Bachelor of Science mit Auszeichnung. Anschließend erhielt sie ein Mary-E.-Garrett-Stipendium für ein Auslandsstudium. Mit diesem studierte sie im akademischen Jahr 1894–1895 an der Georg-August-Universität Göttingen, wo sie Vorlesungen von Felix Klein und David Hilbert besuchte. Dort traf sie wieder Chisholm Young, die bei Klein promovierte.
1895 kehrte sie an das Bryn Mawr College zurück, um die Position der Assistentin der Präsidentin des Colleges, Martha Carey Thomas, zu übernehmen. 1896 promovierte sie bei Charlotte Angas Scott mit der Dissertation: Über singuläre Lösungen von Differentialgleichungen erster Ordnung in zwei Variablen und die geometrischen Eigenschaften bestimmter Invarianten und Kovarianten ihrer vollständigen Primitiven. Im selben Jahr wurde sie zum Reader in Mathematics am Bryn Mawr College ernannt. Ihre im Journal of Pure and Applied Mathematics veröffentlichte Arbeit basierte auf ihrer Dissertation und wurde mit dem Gambel-Preis ausgezeichnet. Sie veröffentlichte auch eine englische Übersetzung von Kleins Ansprache an die Göttinger Akademie im Bulletin der American Mathematical Society  von 1896.
1904 wurde sie sowohl zur außerordentlichen Professorin als auch zur Assistentin der Präsidentin ernannt. 1905 erhielt sie einen Bachelor of Arts-Abschluss vom Trinity College Dublin, Irland, hauptsächlich aufgrund ihrer Arbeit an der Universität Cambridge. Nachdem sie 1926 in den Ruhestand gegangen war, kehrte sie für einige Zeit nach England zurück, ging später wieder nach Pennsylvania zurück, wo sie Gedichte schrieb.
In ihrem Testament verfügte sie 10.000 US-Dollar in Erinnerung an die 1935 verstorbene Präsidentin M. Carey zur Verwendung als Pensionskasse für das Verwaltungspersonal des Bryn Mawr College. Sie stellte auch eine Liste von Universitätskursen zusammen, die Frauen zu dieser Zeit an britischen und kanadischen Universitäten offenstanden. 1897 wurde sie zum Mitglied in der American Mathematical Society sowie zum lebenslangen Mitglied der London Mathematical Society gewählt. Sie war auch Mitglied der Daughters of the British Empire.

## Veröffentlichungen (Auswahl)
- 1893: Certain factors of the c- and p-discriminants and their relation to fixed points on the family of curves. The quarterly journal of pure and applied mathematics 26, S. 307–21.
- 1896: Handbook of Courses Open to Women in British, Continental, and Canadian Universities. New York: Macmillan. Supplement: New York: Macmillan, 1897.
- 1896: On singular solutions of differential equations of the first order in two variables and the geometrical properties of certain invariants and covariants of their complete primitives. The quarterly journal of pure and applied mathematics 28, S. 311–74.
- 1897: Note on the history of the map-coloring problems. Bulletin of the American Mathematical Society 3, S. 257.
- 1917: A Preliminary Statistical Study of Certain Women College Graduates: Dealing with the Health, Marriage, Children, Occupations of Women Graduating between 1869 and 1898 and Their Sisters and Brothers. Compiled from information collected for the Association of Collegiate Alumnae in 1900. Bryn Mawr: Association of Collegiate Alumnae.
- 1932: Charlotte Angas Scott: An appreciation. Bryn Mawr Alumnae Bulletin 12, S. 9–12.